# Branchinecta conservatio
Branchinecta conservatio là một loài giáp xác nhỏ trong họ Branchinectidae. Kích thước của nó dao động từ khoảng 1,25 cm (0,49 in) đến 2,5 cm (0,98 in). Chúng có cơ thể dài nhạy cảm, cuống mắt kép dài, không có mai, và mười một đôi chân bơi. Loài này là loài đặc hữu của California, Hoa Kỳ.